# Церква Різдва святого Івана Хрестителя (Глушка)
Церква Різдва святого Івана Хрестителя в Глушці — парафія і храм греко-католицької громади Заліщицького деканату Бучацької єпархії Української греко-католицької церкви в селі Глушка Чортківського району Тернопільської области.

## Історія церкви
Парафія, що належала до УГКЦ, була утворена в 1990-х роках. Спочатку парафіяни відвідували церкви в селах Торське та Іване-Золоте. У зв'язку з цим громада вирішила збудувати власний храм. Будівництво невеликої церкви розпочалося 18 березня 1991 року і завершилося в березні 1993 року.
3 липня 1993 року єпископ Павло Василик благословив освячення храму собором священників, яке очолив о. декан Никодим Гуралюк. Храмовий празник уперше відсвяткували 7 липня 1993 року.
У 2010 році завершилося будівництво каплиці Пречистої Діви Марії, розпочате у 2007 році. Її освячення відбулося 27 листопада 2010 року. 24 липня 2011 року першу візитацію та освячення престолу в каплиці здійснив апостольський адміністратор о. Димитрій Григорак.
При парафії з 2010 року діють братства «Апостольство молитви», «Жива Вервиця», «Вівтарна дружина» та спільнота «Матері в молитві». На парафії також є бібліотека та невеличкий будинок народної творчості.
Релігійна громада є дочірньою і належить до парафії села Іване-Золоте.

## Парохи
- о. Степан Барновський (з 1 червня 2000).